# Utvälinge
Utvälinge – miejscowość (tätort) w Szwecji, w regionie administracyjnym (län) Skania, w gminie Helsingborg.
Według danych Szwedzkiego Urzędu Statystycznego liczba ludności wyniosła: 238 (31 grudnia 2015), 230 (31 grudnia 2018) i 228 (31 grudnia 2019).